# Lago Feldberger Haus
El lago Feldberger Haus (en alemán: Feldberger Haussee) es un lago situado en el distrito de Llanura Lacustre Mecklemburguesa —junto a la frontera con el estado de Brandeburgo—, en el estado de Mecklemburgo-Pomerania Occidental (Alemania), a una altitud de 84 metros; tiene un área de 131 hectáreas.